# Sophia River (Mackintosh River)
Der Sophia River ist ein Fluss im Nordwesten des australischen Bundesstaates Tasmanien.

## Geografie

### Flusslauf
Der etwas mehr als zwanzig Kilometer lange Sophia River entspringt rund sechs Kilometer ostnordöstlich des Sophia Peak in der Granite Tor Conservation Area, die nordwestlich an den Cradle-Mountain-Lake-St.-Clair-Nationalpark anschließt. Von dort fließt er nach Westen und tritt in den Südteil des Lake Mackintosh ein, der ihn nach Norden zum Mackintosh River führt.

### Nebenflüsse mit Mündungshöhen
Er hat folgende Nebenflüsse:
- Brougham River – 219 m

### Durchflossene Stauseen
Er durchfließt folgende Stauseen:
- Lake Mackintosh – 219 m

## Staudammprojekt
Im Rahmen des Staudammsystems am Pieman River und seinen Nebenflüssen ist der Sophia River durch den Sophia Tunnel mit dem Lake Murchison verbunden, damit dessen Wasser für die Erzeugung elektrischer Energie im Lake Mackintosh genutzt werden kann. Zur Wartung dieses Tunnels gibt es einen kleineren Tunnel, den Sophia Adit.

## Namensgleichheit
Auch der Sophia Peak in der Nähe des Flusses und die Sophia Street in der Kleinstadt Tullah tragen diesen Namen. Ebenso gibt es den Sophia Point in der Kleinstadt Strahan.

## Quelle
Sophia. Maßstab 1:100.000. 5. Ausgabe. Tasmania. Dept. of Environment and Planning. Mapping Division. Hobart (1992). TASMAP Sheet 8014 Edition 5.